# Marie Jean Lacaze
Marie Jean Lacaze, francoski admiral, * 1860, † 1955.